# Кировский поток

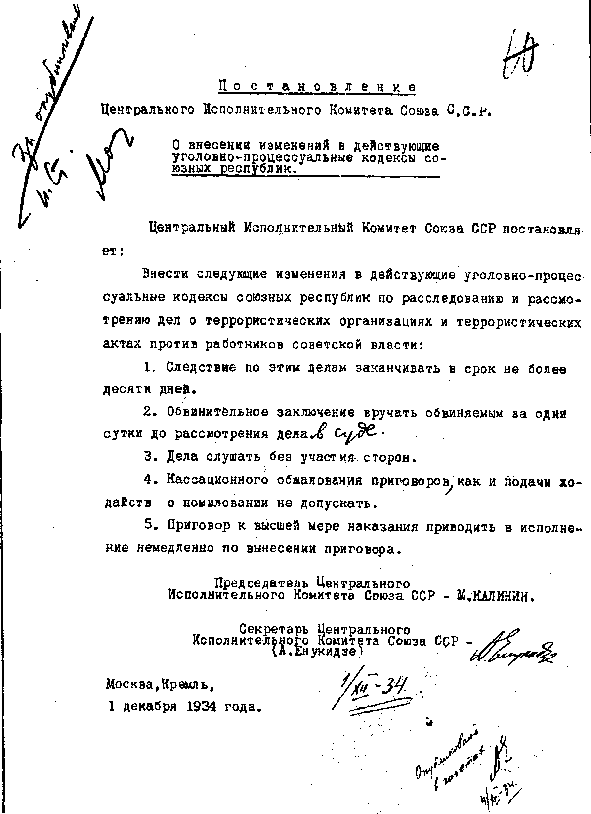
Постановление ЦИК и СНК СССР «О внесении изменений в действующие уголовно-процессуальные кодексы союзных республик»

Кировский поток — неофициальное название массовых репрессий и депортаций в Ленинграде после убийства С. М. Кирова 1 декабря 1934.

## Официальные документы
Убийство С. М. Кирова произошло в Ленинграде 1 декабря 1934 года, оно вызвало волну политических арестов.
В день, когда Киров был убит, правительство СССР отреагировало официальным сообщением об убийстве Кирова.
В нём говорилось о необходимости «окончательного искоренения всех врагов рабочего класса».
В тот же день было принято Постановление ЦИК и СНК СССР «О внесении изменений в действующие уголовно-процессуальные кодексы союзных республик».
Это постановление стало основным документом, направляющем действия государственных карательных органов.
Руководство процессом на месте было возложено на Л. М. Заковского, из столицы процессом руководил Г. А. Молчанов. Этот тандем активно работал до ноября 1936 года, когда Молчанова перевели «на другую работу» (оба руководителя в 1937—1938 годах были осуждены и расстреляны).
Запуск механизма репрессий был дан 18 января 1935 года.

[…] Ленинград является единственным в своём роде городом, где больше всего осталось бывших царских чиновников и их челяди, бывших жандармов и полицейских, […] эти господа, расползаясь во все стороны, разлагают и портят наши аппараты— И. Сталин. Закрытое письмо ЦК
27 мая 1935 г. приказом НКВД СССР в республиках, краях и областях были организованы «тройки» НКВД, в состав которых входили начальник Управления НКВД, начальник Управления милиции и областной прокурор. «Тройки» принимали решения о высылке, ссылке или заключении в лагерь сроком до 5 лет.
Всего в 1935 из Ленинграда и Ленинградской области были выселены 39 660 человек, 24 374 человек были приговорены к разным наказаниям.
В результате после начала этой части террора появилась формулировка «троцкистско-зиновьевская террористическая группа», организация и т. п.
Эта формулировка стала одним из распространённых приёмов обоснования обвинения и на несколько лет стала основой практики карательных органов страны.

## Ход репрессий
О. В. Хлевнюк считает, что при расследовании дела об убийстве Кирова Сталин приказал разрабатывать «зиновьевский след», обвинив в убийстве Кирова Г. Е. Зиновьева, Л. Б. Каменева и их сторонников. Через несколько дней начались аресты бывших сторонников зиновьевской оппозиции, а 16 декабря были арестованы сами Каменев и Зиновьев.
Первый процесс состоялся 28-29 декабря, на нём было 14 человек обвиняемых, в основном комсомольские руководители Ленинграда. Эти люди были непосредственно обвинены в организации убийства, они были приговорены к расстрелу. В приговоре утверждалось, что все они были «активными участниками зиновьевской антисоветской группы в Ленинграде», а впоследствии — «подпольной террористической контрреволюционной группы», которую возглавлял так называемый «ленинградский центр».
В рамках этого дела 9 января 1935 года произошло Особое совещание при НКВД СССР по уголовному делу «ленинградской контрреволюционной зиновьевской группы Сафарова, Залуцкого и других». На этом заседании были осуждены 77 человек, которые были приговорены к различным срокам заключения. Приговор датирован 16 января.
Параллельно шли обвинительные процессы в Москве, в рамках процесса «Московского центра» был осуждён бывший руководитель Ленинградской партийной организации Г. Е. Зиновьев. Он был приговорён к 10 годам заключения.
О. Г. Шатуновская в письме А. Н. Яковлеву утверждает, что в личном архиве Сталина «был обнаружен собственноручно составленный список двух сфабрикованных им „троцкистско-зиновьевских террористических центров“ — Ленинградского и Московского».
26 января 1935 года Сталин подписал постановление Политбюро о высылке из Ленинграда на север Сибири и в Якутию 663 бывших сторонников Зиновьева. Одновременно 325 бывших оппозиционеров были переведены из Ленинграда на партийную работу в другие районы. Аналогичные действия предпринимались и в других местах.
В период января-февраля 1935 года были арестованы 843 «зиновьевца». В последующие месяцы 1935 года был проведён ряд операций: партийные чистки, паспортные чистки, операция «бывшие люди».
История Кировского потока была затронута в книге «Архипелаг ГУЛАГ» А. И. Солженицына.

## Повторение процесса в дальнейшем
Впоследствии, как отмечают исследователи, аналогичный механизм развёртывания репрессий (подозрительная смерть того или иного видного советского деятеля, фарсовый судебный процесс, за ним тут же голословное и столь же расплывчатое обвинение в адрес абстрактных «виновников» — туманно сформулированной группы людей, и сходу массовые аресты и казни по заранее приготовленным спискам) применялся властями после смерти Жданова в 1948 году («Ленинградское дело» и «Дело врачей»), убийства Ярослава Галана в 1949 году. Практика сошла на нет после смерти Сталина. Факт произвола и ничем не оправданной гибели десятков тысяч человек был признан и осужден уже на ХХII съезде КПСС, обе волны репрессий, — как довоенная, так и послевоенная, — были взаимоувязаны (см. речь И. В. Спиридонова на съезде). Особое внимание указывается на методичное «истребление ленинских кадров», хотя непосредственное обвинение в убийстве Кирова на Сталина не возлагалось.

## Известные высланные
- Григорий (Чуков)
- Всеволод Теляковский